# جف بارو
جف بارو (انگلیسی: Geoff Barrow؛ زادهٔ ۹ دسامبر ۱۹۷۱) گیتارنواز، تهیه‌کننده موسیقی، آهنگساز، موسیقی‌دان، دی‌جی و خواننده اهل بریتانیا است. وی از سال ۱۹۹۱ میلادی تاکنون مشغول فعالیت بوده‌است.
از فیلم‌ها یا مجموعه‌های تلویزیونی که وی در آن‌ها نقش داشته‌است، می‌توان به اکس ماکینا، نابودی، آتش آزاد، هانا، توسعه‌دهندگان، لوس و آینه سیاه اشاره نمود.